# August Hinrichs
August Gerhard Hinrichs (* 18. April 1879 in Oldenburg; † 20. Juni 1956 in Huntlosen) war ein deutscher Schriftsteller.

## Biografie
Hinrichs war der Sohn des Tischlermeisters Hermann Diedrich Hinrichs und dessen Ehefrau Meta geborene Siemen. Er besuchte die Stadtknabenschule und erlernte danach bei seinem Vater das Tischlerhandwerk. Nach bestandener Prüfung ging Hinrichs auf die Walz. Er wanderte durch ganz Deutschland, Oberitalien und Österreich-Ungarn. Nach seiner Heimkehr bestand er die Meisterprüfung und eröffnete im Jahre 1905 in Oldenburg eine eigene Tischlerwerkstatt.
Hinrichs war ein guter Turner und Mitglied des Oldenburger Turnerbundes. In diesem Kreise trug er gerne zur Unterhaltung bei, indem er kurze Theaterstücke schrieb, die von der Laienspielschar des Vereins aufgeführt wurden, so etwa ein „Festspiel“ zum 21. Kreis-Turnfest des 5. Kreises der Deutschen Turnerschaft (1906), sein erstes zur Aufführung bestimmtes Stück. Da seine Stücke Anklang fanden und ermutigt durch den Lehrer und Schriftsteller Georg Ruseler, schrieb Hinrichs größere Stücke, wie Kinder der Sehnsucht (1909), Frithjof (1911) und De Aukschon (1913), die im Großherzoglichen Hoftheater Oldenburg, dem heutigen Oldenburgischen Staatstheater, aufgeführt wurden und ihm große Publizität verschafften.
Die handwerkliche und schriftstellerische Tätigkeit von Hinrichs wurde durch den Ersten Weltkrieg unterbrochen. Von 1914 bis 1918 diente er als Soldat an der Westfront. Zurückgekehrt nahm er seine Tätigkeit wieder auf, wobei er das Schwergewicht seiner Arbeit immer mehr auf die Literatur legte. Nunmehr entstanden die Theaterstücke Diederk schall freen (1918) und Marie (1922). Größeren Erfolg erzielte Hinrichs jedoch mit seinen Romanen: Das Licht der Heimat (1920/1950 und 1954), Der Moorhof (1920), Der Wanderer ohne Weg (1921), Das Nest in der Heide (1922), Die Hartjes (1924/1956), Gertraudis (1927), Das Volk am Meer (1929).
Hinrichs suchte die Gemeinschaft mit anderen Autoren und schloss sich der 1924 gegründeten niederdeutschen Schriftstellervereinigung Die Kogge an. Zu seinen Freunden zählten vor allem Waldemar Augustiny, Karl Bunje, Georg Grabenhorst, Friedrich Griese, Moritz Jahn, Alma Rogge, Wilhelm Scharrelmann und Paul Schurek. 1921 gehörte er zu den Gründungsmitgliedern des Heimatvereins Ollnborger Kring, der noch im gleichen Jahr eine Laienbühne einrichtete, an der Hinrichs als Bühnenarbeiter und Dramaturg tätig war und sein Bruder Emil (1881–1944) als Schauspieler mitwirkte. Für diese Laienbühne, die 1923 als Niederdeutsche Bühne Oldenburg mit dem Landestheater eine dauerhafte Verbindung einging, schrieb er den tragischen Einakter Marie (1922). Nach ihrer Gründung übernahm die Bühne die Uraufführungen aller von Hinrichs geschriebenen niederdeutschen Bühnenstücke.
1925 schrieb Hinrichs sein zweites Festspiel für die oldenburgischen Turner, Neue Jugend. Hinrichs hatte sich als lokaler Schriftsteller etabliert und konnte ab 1929 von seiner literarischen Arbeit leben. Seinen eigentlichen Durchbruch erreichte er 1930 mit seiner Swienskomödi (hochdeutsch: Krach um Jolanthe, 1934 von Carl Fröhlich verfilmt. Der Film ist zu einem der meistgespielten des ‚Dritten Reiches‘ geworden). Die Vorlage zu diesem Stück war ein Steuerstreik Südoldenburger Bauern, der damals großes Aufsehen erregte. Hinrichs hatte sich mit dem Stück als führender Heimatschriftsteller in Nordwest-Deutschland etabliert. In der Folgezeit brachte Hinrichs noch weitere Komödien heraus, die sich zum Teil ebenfalls bis heute auf dem Spielplan der norddeutschen Theater gehalten haben: Freie Bahn dem Tüchtigen (1931), Nur eine Mark (1932, auch verfilmt), Wenn de Hahn kreiht (1933). Die Komödien von Hinrichs erfreuten sich in Oldenburg und darüber hinaus deshalb so großer Beliebtheit, da sie, im Jargon der Zeit, keine „Tendenzstücke“ waren.
Zur 700-Jahr-Feier der Schlacht bei Altenesch, in der ein Kreuzritterheer die Siedlung Stedingen vernichtet hatte, schrieb Hinrichs das Freilichtspiel De Stedinge, das 1934 am Ort der Schlacht in Altenesch aufgeführt wurde. Bereits die Uraufführung wurde von den Nationalsozialisten ideologisch und propagandistisch für ihre Zwecke genutzt. Ab 1935 erfolgten weitere Aufführungen auf der vom damaligen Gauleiter Carl Röver errichteten Freilichtbühne in Bookholzberg (heute Ortsteil der Gemeinde Ganderkesee). Die Aufführungen waren damit zugleich auch Großveranstaltungen der NSDAP. In der Folge wurde Hinrichs mehr und mehr von den Nationalsozialisten vereinnahmt. Auf Drängen seiner niederdeutschen Freunde übernahm er 1935 die Landesleitung der Reichsschrifttumskammer für den Gau Weser-Ems. 1936 trat er dem Eutiner Dichterkreis bei, einer der „einflussreichsten Schriftstellergruppierungen im ‚Dritten Reich‘“. Am 20. Juli 1937 beantragte er die Aufnahme in die NSDAP und wurde rückwirkend zum 1. Mai desselben Jahres aufgenommen (Mitgliedsnummer 4.677.385). Er war 1941 Teilnehmer am Weimarer Dichtertreffen, bei dem die Europäische Schriftsteller-Vereinigung gegründet wurde.
Hinrichs veröffentlichte 1938 ein weiteres Lustspiel För de Katt sowie Petermann fährt nach Madeira (basierend auf Bezügen zu der Organisation „Kraft durch Freude“, verfilmt 1936), Tilly vor Oldenburg (1939), Der Musterbauer (1949: De latinsche Buer), Sware Tid (1944).
Außerdem erschienen: Auf der breiten Straße nach West (1935), mit dem Hinrichs eigene Kriegserlebnisse verarbeitete, Mein ernstes Buch (1941), Mein heiteres Buch (1941) und Rund um den Lappan (1943).
Hinrichs erhielt im Dritten Reich auch mehrere Auszeichnungen und Ehrungen, so 1938 den Stavenhagen-Preis, 1939 die Goethe-Medaille für Kunst und Wissenschaft, 1943 gemeinsam mit Bernhard Winter den Gaukunstpreis Weser-Ems und 1944 die Ehrenbürgerschaft der Stadt Oldenburg. Die an das Oldenburgische Staatstheater angeschlossene niederdeutsche Amateurbühne wurde 1939 Hinrichs zu Ehren in August-Hinrichs-Bühne (AHB) umbenannt. In einer Mitgliederversammlung des Vereins August-Hinrichs-Bühne am 25. Februar 2024 stimmte die Mehrheit der Mitglieder bis auf Weiteres für eine Weiterführung der Bühne unter dem Namen „Niederdeutsche Bühne am Oldenburgischen Staatstheater e. V.“.
Hinrichs beteiligte sich an Propaganda-Aktionen des NS-Regimes wie den vom Reichsministerium für Volksaufklärung und Propaganda organisierten „Dichterfahrten“, die 1939 „durch den Sudetengau und das Protektorat Böhmen-Mähren“, 1940 in die „ostmärkischen Gaue“ und 1942 zum Atlantikwall führten, wo die Schriftsteller u. a. von Admiral Karl Dönitz empfangen wurden.
Wegen des Landesleiter-Amts und der NSDAP-Mitgliedschaft musste sich Hinrichs nach dem Ende des Dritten Reiches einem Entnazifizierungsverfahren unterziehen. Dabei wurde 1949 festgestellt, dass er sein Amt nicht politisch ausgeübt und Gegnern und Verfolgten der Nazi-Herrschaft sogar geholfen habe. Die Bewertung von Hinrichs Verhalten im Dritten Reich wurde noch anlässlich des Gedenkens zur 100. Wiederkehr seines Geburtstages 1979 in Oldenburg lebhaft diskutiert.
Nach 1945 betätigte sich Hinrichs weiterhin als Autor und veröffentlichte schließlich: Das Wunder der Heiligen Nacht (1949), Die Krumme Straße (1949), Kommst du heut abend (1952) und Eines Nachts (1955).
Seine Bauernkomödien aus den dreißiger Jahren waren weiterhin und bis in die Gegenwart hinein durch zahlreiche Aufführungen erfolgreich.
In der Sowjetischen Besatzungszone wurden seine Schriften An der breiten Straße nach West. Kriegserlebnisse (1935) und Petermann fährt nach Madeira (1936) sowie in der Deutschen Demokratischen Republik Drei heitere Bühnenstücke (1944) auf die Liste der auszusondernden Literatur gesetzt.
Zu seinem 75. Geburtstag 1954 erhielt er das Bundesverdienstkreuz 1. Klasse und wurde vom Oldenburger Staatstheater und der Stadt Oldenburg durch einen Festakt geehrt. Neben Bühnenstücken, Romanen, Novellen und Erzählungen schrieb er auch Gedichte, die aber von geringer Bedeutung und weitgehend vergessen sind.
Hinrichs orientierte sich in seinem Werk an seinen eigenen Lebens- und Erfahrungsbereichen, Landwirtschaft und Handwerk bilden das berufliche und soziale Handlungsumfeld in den meisten seiner Bühnenstücke und Prosawerke. Der Existenzkampf verbunden mit zwischenmenschlicher Beziehungen macht das Hauptthema seiner Dichtung aus. Ebenso spiegelt sich seine Heimatverbundenheit sowie die Heimat als bedeutender Faktor im Denken, Fühlen und Handeln der Menschen in seinem ganzen Werk wider.
Der Nachlass von Hinrichs befindet sich in der Landesbibliothek Oldenburg, so auch die „August-Hinrichs-Akte“ des Hinrichs-Kritikers Klaus Dede.

## Familie
Hinrichs heiratete am 4. Mai 1906 Helene Hanken (1882–1950), die Tochter der Hermine Christine Sophie Hanken, verehelichte Bruns. Aus der Ehe gingen die Söhne Gerhard (1907–1978) und Hajo (1911–2001) hervor.

## Ehrungen
- Den Stavenhagen-Preis des Niedersächsischen Bühnenbundes erhielt er 1938.
- Die August-Hinrichs-Bühne (AHB), als Niederdeutschen Bühne in Oldenburg, trägt seit 1939 seinen Namen.
- Die Goethe-Medaille für Kunst und Wissenschaft wurde ihm von Adolf Hitler 1939 „anläßlich der Vollendung seines 60. Lebensjahres in Anerkennung seiner schriftstellerischen Tätigkeit“ verliehen.[14]
- Den Gau-Kulturpreis bekam er 1943.
- 1944 wurde Hinrichs Ehrenbürger der Stadt Oldenburg. Am 30. September 2015 entzog ihm der Stadtrat wegen seiner Verbindung zur Nazi-Ideologie das Ehrenbürgerrecht. Diese Entscheidung war innerhalb des Stadtrats umstritten.[15]
- Die August-Hinrichs-Straßen in Bremen, Stadtteil Neustadt, Cloppenburg, Lastrup, Kr. Cloppenburg, Oldenburg, Stade, Varel, Wiefelstede, Wildeshausen, Wilhelmshaven wurden nach ihm benannt.
- 1954 erhielt er das Bundesverdienstkreuz 1. Klasse[16]
- Die August-Hinrichs-Stiftung wurde 1982 gegründet.
- Das August-Hinrichs-Denkmal steht seit 1999 in der Kriegerstraße (Geburtshaus)
- 2006 wurde ein Jugendförderpreis für die Niederdeutsche Sprache von den Erben August Hinrichs gestiftet. Der August-Hinrichs-Preis wird von der August-Hinrichs-Stiftung vergeben.

## Werke

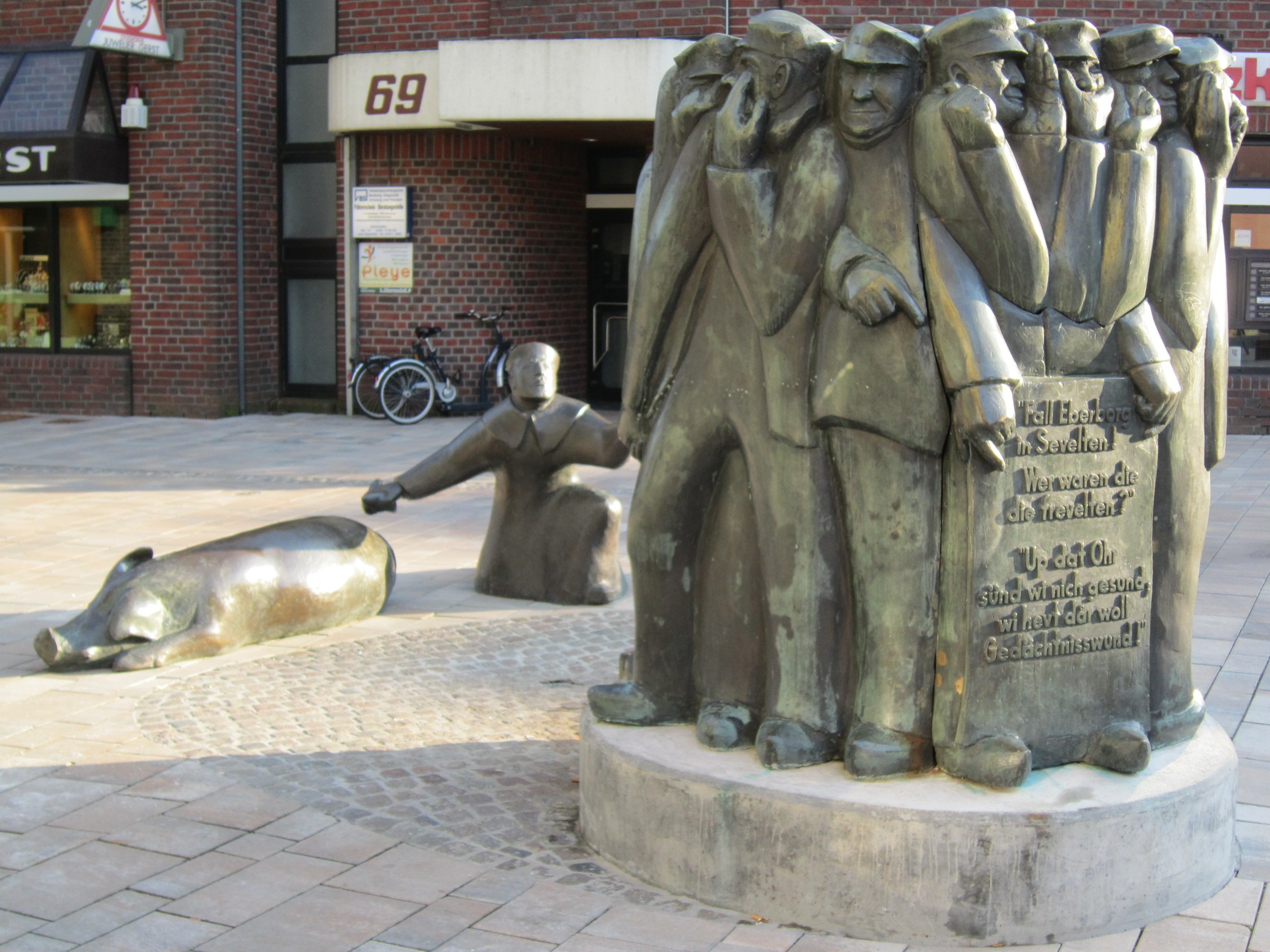
Skulptur „Krach um Jolanthe“ in Cloppenburg

- Festspiel für Turner. Oldenburg 1906, E. Bültmann
- To’r Schlummertid. Lieder un Döntjes. Oldenburg 1906 und 1907, E. Bültmann
- Frithjof. Ein Sagenspiel in 5 Aufzügen. Oldenburg 1911
- De Aukschon. En Kummedi in 1 Uptog. Oldenburg 1913, Bültmann
- Diederk schall freen. o. O. 1918
- Der Moorhof. Novelle. Wilhelmshaven 1920 (Friesland-Bücherei, 6. Band)
- Wanderer ohne Weg. Roman. Leipzig 1920. Quelle und Meyer
- Das Licht der Heimat. Leipzig 1920 Quelle und Meyer
- Das Nest in der Heide. Leipzig 1922. Quelle und Meyer
- Die Hartjes. Roman. Leipzig 1924, Quelle und Meyer
- Neue Jugend. Ein Festspiel für Turner. Dresden 1925, Limpert
- Marie. Plattdütsch Drama in 1 Uptog. Bremen und Wilhelmshaven 1922, Friesenverlag
- Gertraudis. 3 Novellen. Leipzig 1927, Quelle und Meyer
- Das Volk am Meer. Leipzig 1929, Quelle und Meyer
- Swienskomödi. Een Buernstück in dre Ennens. Hamburg 1930, Quickbornverlag
  - Die Metzelsuppe. Bauernkomödie in drei Akten. Berlin 1931, Drei-Masken-Verlag
  - Krach um Jolanthe, Berlin 1933, Drei-Masken-Verlag, und Weinheim 1952, Deutscher Laienspiel-Verlag
- Krach um Jolanthe, Hessische Fassung 2006, Drei-Masken-Verlag, München
- Aufruf zur Freude. Ein Sprech- und Bewegungschor für Turner. Dresden 1930, Limpert
- Freie Bahn dem Tüchtigen. (Der aufrechte Mann). Berlin 1931. Drei-Masken-Verlag
- Jan is Konig. Litjet Wihnachtsspill. Hamburg 1930, Quickborn-Verlag
  - Jan ist König, Weinheim an der Bergstraße 1955, Deutscher Laienspiel-Verlag
- Nur eine Mark. Schauspiel in 7 Bildern. Berlin 1932. Drei-Masken-Verlag
- Wenn der Hahn kräht. Komödie in drei Akten. Berlin 1933, Drei-Masken-Verlag
- De Stedinge. Spiel vom Untergang eines Volkes. Oldenburg 1934. Schulzesche Verlagsbuchhandlung
- Ausgewählte Erzählungen. Nordmark-Buchreihe 20. Hamburg 1934, Schulausgabe, Otto Meißners Verlag
- Das Volksbuch von Jolanthe. Vorwort von Gustav Frenssen. Beiträge von Friedrich Lindemann, August Hinrichs und Fritz Hoopts. Berlin 1935, Drei-Masken-Verlag
- Der Landstreicher/Das Wunder der hl. Nacht. 2 Novellen. Hrsg. v. Maximin Schwuchow. Leipzig 1935, Quelle und Meyer
- An der breiten Straße nach Westen. Kriegserlebnisse. Leipzig 1935, Quelle und Meyer
- Petermann fährt nach Madeira. Ein Volksstück in 4 Bildern. Berlin 1936, Drei-Masken-Verlag
- Tilly vor Oldenburg. Kleines Spiel im Oldenburger Schloss. Oldenburg 1939, Edo Dieckmann
- Steding Renke. Spiel vom Opfergang eines Volkes. Berlin 1939, Drei-Masken-Verlag
- Alles für die Katz (August Hinrichs)
- För de Katt. Buernkumedi in dre Ennen. Hamburg 1943, Quickborn
- Der Musterbauer. Komödie in drei Aufzügen. Berlin 1941, Drei-Masken-Verlag
- Mein heiteres Buch. Fröhliche Geschichten. Leipzig 1941, E. Huyke
- Mein ernstes Buch. Leipzig 1942, E. Huyke (2. Aufl.)
- Rund um den Lappan. Oldenburger Anekdoten. Oldenburg 1943, Gerhard Stalling
- Drei Bauernkomödien (Krach um Jolanthe, Wenn der Hahn kräht, Für die Katz), Leipzig 1943, E. Huyke
- Drei heitere Bühnenstücke. (Freie Bahn dem Tüchtigen, Petermann fährt nach Madeira, Der Musterbauer), Leipzig 1944, E. Huyke
- Schwere Zeit. Volksstück in 3 Akten. Berlin 1944, Drei-Masken-Verlag
- Alltomal Sünner. Komödie in einem Akt. Hamburg 1951, Quickborn
  - Siebzehn und zwei. Komödie in einem Akt. Weinheim an der Bergstraße 1955, Deutscher Laienspielverlag
- Die krumme Straße. Roman. Oldenburg 1949, E. Huyke
- Kommst du heut abend? Kleine Liebesgeschichten. Oldenburg 1952, Huyke
- Der Weg in die Freiheit. Ein Denkmal für Friedrich Ludwig Jahn. Im Auftrage des Deutschen Turner-Bundes komponiert von Hermann Erdlen nach einer Dichtung von August Hinrichs. Kantate für Sopran- und Bariton-Solo, Gemischter Chor, Sprecher und Orchester. „Jahn-Kantate“. Uraufführung beim Deutschen Turnfest 1953 am Sonntag, dem 2. August 1953, 20 Uhr, in der großen Stadthalle Uetersen 1953
- Der kluge Heini. Kleine Komödie. Weinheim an der Bergstraße 1954, Deutscher Laienspiel-Verlag.
- Wi hewt all kien rein Gewietten. (Alltomal Sünner, Münsterländer Niederdeutsch). In die Münsterländer Mundart übertragen von Anton Aulke. München 1954, Drei-Masken-Verlag
- Folk of the sea. (Volk am Meer) by Mary M. Whitmore. From the German of August Hinrichs. Ilfracombe/Devon 1954, Stockwell
- Eines Nachts. Erzählungen. Bremen 1955, Döll
- Vörnehm und gering. Hamburg 1959, Quickborn-Verlag. Schallplatte. Sprecher: Walter Arthur Kreye. Leer 1967, Schuster
- Schwarzbrot. Ausgewählte Erzählungen. Hamburg 1960, Schünemann
- Heini un de Schoolmester. Ausgewählte Geschichten, 2. Band. Oldenburg, Hamburg und München 1981, Stalling
- Jan in’n Busch. Ausgewählte Geschichten. Mit einer Einleitung von Günter Kühn. Oldenburg, Hamburg, München 1982, Stalling

### Verfilmungen
- Krach um Jolanthe (D, 1934), unter der Regie von Carl Froelich, mit Marianne Hoppe, Olaf Bach, Albert Lieven u. a.
- Wenn der Hahn kräht (D, 1936), unter der Regie von Carl Froelich, mit Heinrich George, Hans Brausewetter, Marianne Hoppe u. a.
- Für die Katz (D, 1940), unter der Regie von Hermann Pfeiffer, mit Hilde Jansen, Axel Monjé, Rudolf Platte, Lina Carstens u. a.
- Jolanta – den gäckande suggan (S, 1945), unter der Regie von Hugo Bolander und Oscar Winge, mit Oscar Winge, Ninni Löfberg, Thor Modéen u. a.
- Das fröhliche Dorf (D, 1955), nach Krach um Jolanthe, unter der Regie von Rudolf Schündler, mit Hannelore Bollmann, Carl Hinrichs, Gerhard Riedmann u. a.

### Hörspiele
- 1926: De Aukschon – Regie: Nicht angegeben, mit Hans Rastede, Emil Hinrichs, Agnes Diers, Ella Pagel u. a. (NORAG (Hamburg)) (3 Live-Sendungen in dieser Besetzung)
- 1926: De Aukschon – Regie: Hans Böttcher, mit Richard Ohnsorg, Hermann Möller, Liesel Hansen, Ada Hamer, Walther Bullerdiek u. a. (NORAG (Hamburg))
- 1949: Bruno Wellenkamp: Dat Moor (Übersetzung ins Niederdeutsche) – Regie: Hans Freundt, mit Carl Voscherau, Magda Bäumken, Aline Bußmann, Heini Kaufeld, Erna Schumacher und Hans Mahler (NWDR Hamburg)
- 1950: Swienskomödi – Regie: Hans Freundt, mit Carl Voscherau, Hilde Sicks, Hans Mahler, Heidi Kabel, Otto Lüthje u. a. (NWDR Hamburg)
- 1951: De Aukschon – Regie: Rudolf Sang, mit Carl Hinrichs, Ruth Westerholt, Hella Schöttler, Rolf Güth u. a. (RB)
- 1951: Wenn de Hahn kreiht – Regie: Eberhard Freudenberg, mit Walter A. Kreye, Thea Waldau, Elsbeth Kwintmeyer, Wilhelm Westernhagen u. a. (RB)
- 1951: De latinsche Bur – Regie: Rudolf Sang, mit Carl Hinrichs, Anneliese Schmedtper, Emil Riemer u. a. (NWDR Hamburg)
- 1951: Alltomal Sünner – Regie: Werner Perrey, mit Hans Mahler, Heidi Kabel, Hilde Sicks, Heinz Lanker, Heini Kaufeld u. a. (NWDR Hamburg)
- 1951: Jan is König – Regie: Walter A. Kreye, mit Emil Riemer, Ruth Bunkenburg, Hella Schöttler (RB)
- 1952: Diederk schall freen – Regie: Walter Bäumer, mit Lulu Freese, Alfred Klingenberg, Carl Hinrichs u. a. (NWDR Hamburg)
- 1952: För de Katt – Regie: Eberhard Freudenberg, mit Hella Schöttler, Hannelore Theilen, Heinrich Kunst u. a. (RB)
- 1952: Wenn de Hahn kreiht – Regie: Wilhelm Wahl, mit Franz Blanke, Käte Kortenkamp, Hanni Fockele-Grollmes (NWDR Köln)
- 1952: Heini un de Scholmester – Regie: Walter Bäumer, mit Heinz Schnittker, Georg Gläseker, Carl Hinrichs (NWDR Hamburg)
- 1953: Alltomal Sünner – Regie: Walter A. Kreye, mit Carl Hinrichs, Elsbeth Kwintmeyer, Almut Sandstede u. a. (RB)
- 1954: Siebzehn und zwei – Regie: Viktor Lenz (Radio Saarbrücken)
- 1954: De latinsche Buer – Regie und Sprecher: Wolfgang Harprecht, mit Carl Hinrichs, Ruth Bunkenburg, Alfred Klingenberg u. a. (Übertragung aus der August-Hinrichs-Bühne in Oldenburg) (RB)
- 1954: Wenn der Hahn kräht – Regie: Viktor Lenz, mit Maria Rumann, Gerti Palmer, Melitta Johänntgen u. a. (Radio Saarbrücken)
- 1954: Der Postraub – Regie: Willy Purucker, mit Thea Aichbichler, Irene Kohl, Elfie Pertramer, Wastl Witt u. a. (BR)
- 1954: Wie hewt all kinn rein Gewietten – Regie: Wilhelm Wahl, mit Franz Blanke, Hanni Fockele-Grollmes, Mimi Frenke (NWDR Köln)
- 1954: Diederk schall freen – Regie: Wolfgang Harprecht, mit Hella Schöttler, Heinz Schnittker, Carl Hinrichs (NWDR Hannover)
- 1957: Marie – Regie: Günter Jansen, mit Carl Hinrichs, Georg Gläseker, Ruth Westerholt u. a. (NDR)
- 1958: Swienskummedi – Regie: Günter Siebert, mit Walter A. Kreye, Elsbeth Kwintmeyer, Wilhelm Westernhagen u. a. (RB)
- 1960: Wenn der Hahn kräht (in einer Bearbeitung von Walter Netzsch) – Regie: Olf Fischer, mit Michl Lang, Liesl Karlstadt, Agi Somya, Ludwig Schmid-Wildy, Hannes Keppler u. a. (BR)
- 1960: Wenn de Hahn kreiht – Regie: Walter A. Kreye, mit Carl Hinrichs, Martha Mahlstedt, Ursula Tammen u. a. (NDR/RB)
- 1961: De Aukschon – Regie: Rudolf Sang, mit Bernd Wiegmann, Heinz Burmeister, Margarethe Dahle, Heinrich Schmidt-Barrien u. a. (RB)
- 1963: Diederk schall freen – Regie: Bernd Wiegmann, mit Ruth Bunkenburg, Jochen Schenck, Henry Vahl u. a. (RB)